# Charicrita
Charicrita is een geslacht van vlinders van de familie stippelmotten (Yponomeutidae).

## Soorten
- C. citrozona Edward Meyrick, 1913
- C. othonina Turner, 1926
- C. sericoleuca Turner, 1923